# Dreieck Nürnberg/Feucht
Dreieck Nürnberg/Feucht is een knooppunt in de Duitse deelstaat Beieren.
Op dit knooppunt sluit de A73 vanuit Suhl aan op de A9 Leipzig-München.

## Geografie
Het knooppunt ligt in de gemeente Wendelstein in het Landkreis Roth in de regio Mittelfranken.
Nabijgelegen Steden en dorpen zijn Feucht und Schwarzenbruck.
Het knooppunt ligt ongeveer 15 km ten zuidoosten van het centrum van Neurenberg en ongeveer 70 km ten noorden van Ingolstadt.

## Configuratie
Knooppumt
Het Dreieck Nürnberg/Feucht is een trompetknooppunt.
Rijstrook
Nabij het knooppunt heeft de 2x3 rijstroken. De A73 telt 2x2 rijstroken. De verbindingsweg Ingolstadt-Neurnberg heeft twee rijstroken, alle andere verbindingswegen hebben één rijstrook.
Ook kruist de hogesnelheidslijn van Neurenberg naar München het knooppunt.

## Verkeersintensiteiten
Dagelijks passeren ongeveer 160.000 voertuigen het knooppunt.
| Van                   | Naar                | Gemiddeld aantal voertuigen per dag | Percentage vrachtverkeer |
| --------------------- | ------------------- | ----------------------------------- | ------------------------ |
| AK Nürnberg-Ost (A 9) | AD Nürnberg/Feucht  | 62.400                              | 14,1 %                   |
| AD Nürnberg/Feucht    | AS Allersberg (A 9) | 76.500                              | 13,8 %                   |
| AS Feucht (A 73)      | AD Nürnberg/Feucht  | 24.200                              | 12,5 %                   |

## Richtingen knooppunt
| Aansluitende wegen                                                  | Aansluitende wegen | Aansluitende wegen                                                                   | Aansluitende wegen | Aansluitende wegen |
| ------------------------------------------------------------------- | ------------------ | ------------------------------------------------------------------------------------ | ------------------ | ------------------ |
| richting Feucht / Fürth Neurenberg / -Messe / -Hafen Heilbronn (A6) |                    | richting Neurenberg-Nord Luchthaven Neurenberg Berlijn Bamberg (A73) / Würzburg (A3) |                    |                    |
|                                                                     |                    |                                                                                      |                    |                    |
|                                                                     |                    |                                                                                      |                    |                    |
|                                                                     |                    |                                                                                      |                    |                    |
|                                                                     |                    | richting Ingolstadt / München                                                        |                    |                    |